# 納濟利
納濟利是土耳其的城鎮，由艾登省負責管轄，位於該國西南部，面積664平方公里，海拔高度262米，是該地區的經濟、貿易和文化中心，2011年人口110,401。

## 外部連結
- Website of the District Governorate （页面存档备份，存于）
- Local Information （土耳其文）

37°54′45″N 28°19′14″E / 37.9125°N 28.3206°E